# Chopi (S.60) jezici
Chopi (S.60) jezici, malena podskupina nigersko-kongoanskih jezika iz Mozambika, koja pripada centralnoj bantu skupini u zoni S. Obuhvaća svega 2 jezika, to su: 
- chopi ili cicopi [cce], 760,000 (2006);
- tonga ili bitonga, inhambane, shengwe [toh], 375.000 (2006). Oba ova jezika imaju više dijalekata

## Vanjske poveznice
- Ethnologue (14th)
- Ethnologue (15th)